# Ruttscheid
Ruttscheid ist ein Ortsteil der Stadt Königswinter im nordrhein-westfälischen Rhein-Sieg-Kreis. Er gehört zum Stadtteil Oberpleis und zur Gemarkung Hasenpohl, am 30. September 2022 zählte er 305 Einwohner.

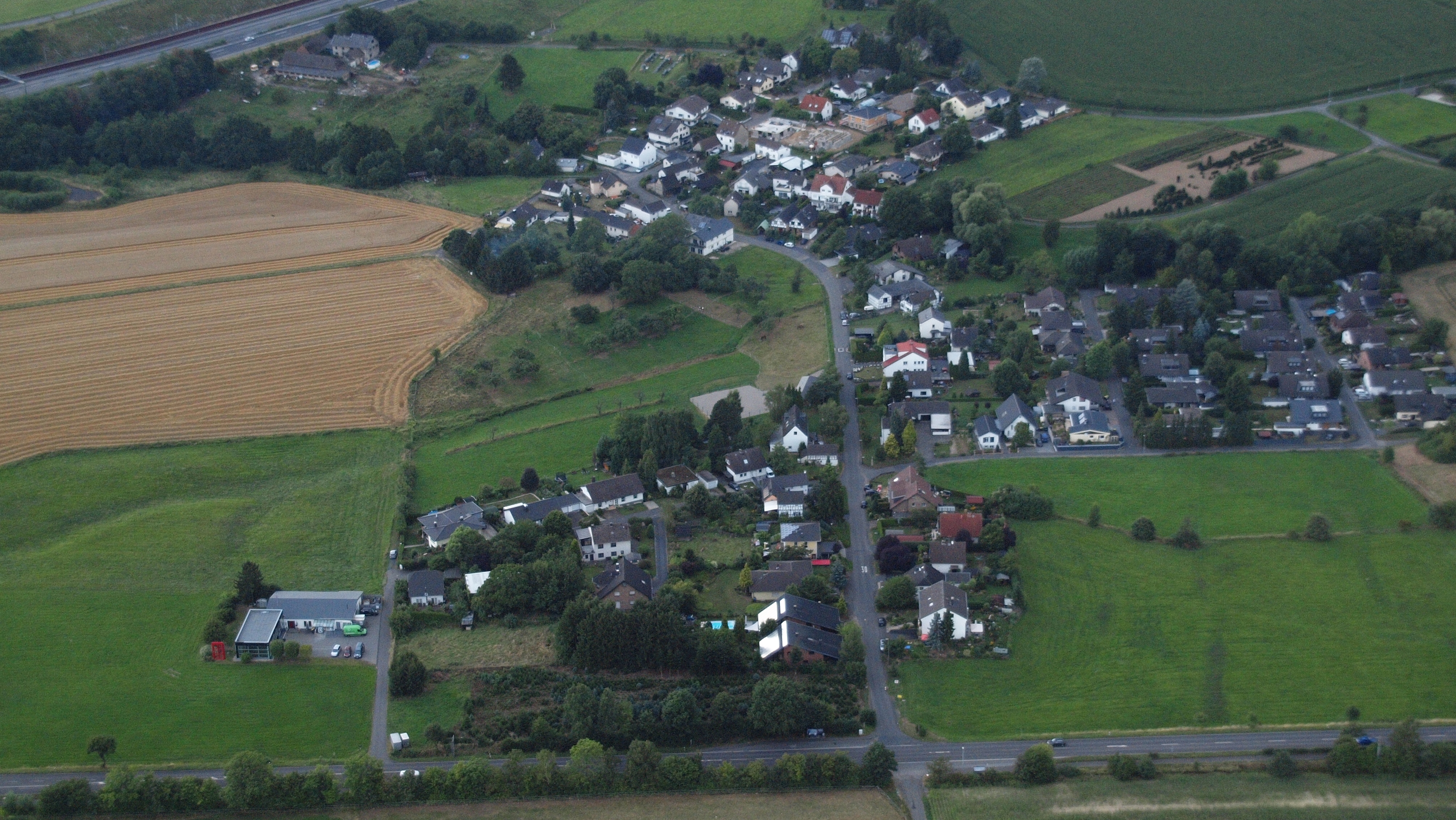
Luftaufnahme von Ruttscheid

## Geographie
Der Weiler Ruttscheid liegt einen Kilometer südlich des Ortszentrums von Oberpleis östlich der Bundesautobahn 3 im Pleiser Hügelland. Die Ortschaft erstreckt sich auf einem nach Norden mit dem Lützbach, der in der Ortslage den Döttscheider Bach aufnimmt, abfallenden Gelände und umfasst Höhenlagen zwischen 175 und 190 m ü. NHN. Zu den nächstgelegenen Ortschaften gehören Gräfenhohn im Südosten, Döttscheid im Südwesten sowie unmittelbar nordwestlich Kellersboseroth. Am östlichen Ortsrand verläuft die Landesstraße 331 (Königswinter–Oberpleis), die zur südlich gelegenen Anschlussstelle Siebengebirge an der A 3 führt.

## Geschichte
Ruttscheid gehörte zur Honschaft Hasenpohl, einer von zuletzt fünf Honschaften, aus denen sich das Kirchspiel Oberpleis im bergischen Amt Blankenberg zusammensetzte. Nach Auflösung des Herzogtums Berg im Jahre 1806 wurde Ruttscheid der Bürgermeisterei Oberpleis (bis 1813 Mairie Oberpleis) zugeordnet, die ab 1816 zum Kreis Siegburg gehörte. Noch 1828 befand sich Ruttscheid in unmittelbarer Nachbarschaft einer Mittelpütz genannten Ortschaft, die später u. a. in Thomasberg aufging. Im Rahmen von Volkszählungen war Ruttscheid mindestens bis 1830 als Dorf unter der Schreibweise Rutscheidt, 1843 als Rudscheid verzeichnet und umfasste 18 Wohnhäuser. Die Ortschaft blieb Teil der Kataster- bzw. Steuergemeinde Hasenpohl und wurde 1845/46 mit dieser in die neu gebildete Gemeinde Oberpleis eingegliedert. 
In den 1990er/2000er-Jahren entstand nördlich zwischen Ruttscheid und Oberpleis ein Gewerbegebiet.
Einwohnerentwicklung
| Jahr | Einwohner |
| ---- | --------- |
| 1816 | 58        |
| 1828 | 64        |
| 1843 | 103       |
| 1885 | 98        |
| 1905 | 96        |

## Sehenswürdigkeiten

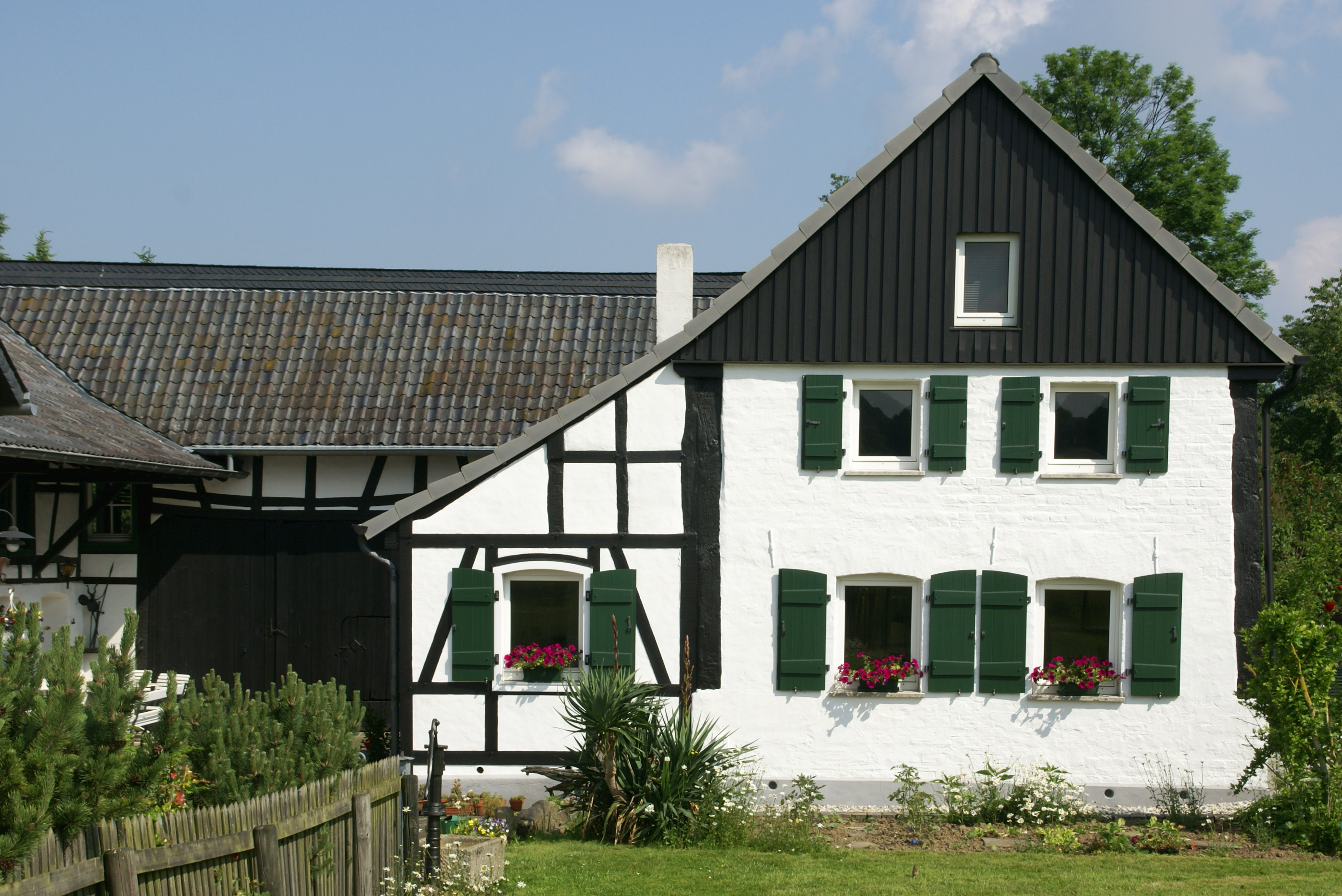
Denkmalgeschütztes Fachwerkhaus Ruttscheider Straße 28 (2014)

Als Baudenkmal unter Denkmalschutz stehen vier Wegekreuze (Votivkreuze) aus Sandstein, das älteste aus dem 19. Jahrhundert, sowie ein Fachwerkhaus an der Ruttscheider Straße. Es handelt sich um einen dreiflügeligen, zweigeschossigen Fachwerkhof in Ständerbauweise aus der zweiten Hälfte des 18. Jahrhunderts (Ruttscheider Straße 28), der im ursprünglichen Zustand erhalten ist. Außerdem als denkmalwert vom Rheinischen Amt für Denkmalpflege erfasst wurde ein Fachwerkhaus (Ruttscheider Straße 49) im Bereich des früher Mittelpütz genannten Ortes, ebenfalls ein zweigeschossiger Ständerbau, der auf die erste Hälfte des 19. Jahrhunderts zurückgeht.